# Джино Мунарон
Джино Мунарон (на италиански: Gino Munaron е бивш пилот от Формула 1. Роден на 2 април 1928 г. в Торино, Италия.

## Формула 1
Джино Мунарон прави своя дебют във Формула 1 в Голямата награда на Аржентина през 1960 г. В световния шампионат записва 8 състезания като не успява да спечели точки, състезава се с частен Мазерати и Купър.